# Beaver Creek (Minnesota)
Beaver Creek és una població dels Estats Units a l'estat de Minnesota. Segons el cens del 2000 tenia 250 habitants.

## Demografia
Segons el cens del 2000, Beaver Creek tenia 250 habitants, 106 habitatges, i 78 famílies. La densitat de població era de 197 habitants per km².
Dels 106 habitatges en un 26,4% hi vivien nens de menys de 18 anys, en un 62,3% hi vivien parelles casades, en un 8,5% dones solteres, i en un 26,4% no eren unitats familiars. En el 26,4% dels habitatges hi vivien persones soles el 17% de les quals corresponia a persones de 65 anys o més que vivien soles. El nombre mitjà de persones vivint en cada habitatge era de 2,36 i el nombre mitjà de persones que vivien en cada família era de 2,82.
Per edats la població es repartia de la següent manera: un 20,4% tenia menys de 18 anys, un 14% entre 18 i 24, un 21,2% entre 25 i 44, un 25,6% de 45 a 60 i un 18,8% 65 anys o més.
L'edat mediana era de 42 anys. Per cada 100 dones de 18 o més anys hi havia 84,3 homes.
La renda mediana per habitatge era de 34.167 $ i la renda mediana per família de 39.583 $. Els homes tenien una renda mediana de 23.036 $ mentre que les dones 22.426 $. La renda per capita de la població era de 14.924 $. Entorn del 6,7% de les famílies i el 7,8% de la població estaven per davall del llindar de pobresa.

## Poblacions més properes
El següent diagrama mostra les poblacions més properes.